# Hefgas
Volgens de wet van Archimedes ondervindt een voorwerp een opwaartse kracht die gelijk is aan het gewicht van de verplaatste hoeveelheid vloeistof of gas. Het effectieve gewicht, dus het gewicht van het voorwerp zelf minus het gewicht van de verplaatste materie, kan positief, nul of negatief zijn; als er verder alleen wrijvingskrachten zijn bepaalt dit of het voorwerp vanuit stilstand zinkt, op zijn plaats blijft of opstijgt. Bij een grotere valversnelling zal het voorwerp sneller zinken of opstijgen. Als de valversnelling gelijk is aan nul, dus bij gewichtloosheid, zweeft ieder voorwerp en is er geen sprake meer van een hefvermogen.
Als het voorwerp zelf (gemiddeld) een lagere dichtheid heeft dan de verplaatste hoeveelheid materie, dan is het effectieve gewicht negatief en zal het omhoog bewegen. Van dat effect wordt gebruikgemaakt om luchtschepen te laten zweven. Hiervoor is het nodig dat de gemiddelde dichtheid van het vaartuig lager is dan die van het omringende medium, in de regel de buitenlucht (op zeeniveau ongeveer 1,29 kg/m³).
Dit kan bereikt worden door:
- een hogere temperatuur bij gelijke druk (heteluchtballon)
- een lichtere gassoort bij gelijke temperatuur en druk - In dit geval is het hefvermogen per deeltje gelijk aan de gemiddelde massa van de moleculen waar lucht uit bestaat verminderd met de gemiddelde massa van de moleculen in de ballon.
- een lagere druk (bijvoorbeeld de hypothetische vacuümballon)

De hefkracht F (in newton) wordt als volgt berekend:
{\displaystyle F=V\cdot g\cdot \left(\rho _{2}-\rho _{1}\right)}
Hierin is:
V het volume van het hefgas in kubieke meter (m³);
g de valversnelling (in m/s²);
ρ1 de dichtheid van het hefgas (in kg/m³);
ρ2 de dichtheid van de omringende lucht (in kg/m³).
De dichtheid van een gas bij atmosferische druk is eenvoudig vast te stellen, ze is namelijk evenredig aan het molecuulgewicht. Wordt het gas verwarmd, dan deelt men de dichtheid door de verhouding van de temperatuur van het gas (in kelvin) en van de omringende lucht.
- Lucht, 80% stikstof (N2: 28) 20% zuurstof (O2: 32): molecuulgewicht 28,8
- Hete lucht bij 100°C of 373 K in omgevingslucht van 25°C of 298 K: molecuulgewicht 28,8 × 298 / 373 = 22,7
- Waterstof, H2: molecuulgewicht 2×1=2
- Helium, He: molecuulgewicht 4
- Stoom van 100°C, H2O, molecuulgewicht  (2+16) × 298 / 373 = 14,3
- Ammoniak, NH3, molecuulgewicht  14+3×1=17
- Methaan, CH4, molecuulgewicht  12+4×1=16
- Neon, Ne, molecuulgewicht  10
- Stikstof, N2, molecuulgewicht  2×14=28

De hefkracht hangt af van het verschil in dichtheid met de atmosferische lucht. Voor helium bij 25°C is dat 
{\displaystyle {\frac {28,8-4}{28,8}}\times 1,3\ kg/m^{3}=1,1\ kg/m^{3}}
De vuistregel is dat een kubieke meter helium een kilogram kan optillen.

## Media die gebruikt zouden kunnen worden voor een heffend effect

### Hete lucht
Hete lucht wordt meestal gebruikt voor recreatieve ballonvaarten. Volgens de algemene gaswet zet een gas (en dat geldt ook voor een gasmengsel zoals lucht) uit als het wordt verhit. Het gevolg daarvan is dat eenzelfde volume lucht bij een hogere temperatuur minder massa heeft. De gemiddelde temperatuur van de lucht in een heteluchtballon is meestal ongeveer 100°C.

### Waterstof
Waterstofgas is het lichtste gas dat er bestaat (ruim 14 maal zo licht als lucht), en als zodanig het meest geschikte gas om voorwerpen te heffen. Het is daarnaast zeer goedkoop te maken, bv. door elektrolyse van water. Het heeft echter ook een paar grote nadelen:
- Waterstofgas is uiterst brandbaar. Een bekend voorbeeld van wat er mis kan gaan is de ramp met de Hindenburg. Om die reden is het in veel landen verboden om waterstofgas te gebruiken als liftgas voor personenvervoer. Echter, door de lage prijs in verhouding tot helium blijven onderzoekers op zoek naar methoden om waterstof veilig te kunnen gebruiken;
- Doordat het een zeer klein molecule is, kan het eenvoudig door veel materialen heen diffunderen, zodat de ballon snel leegloopt. (De meeste ballonnen die gevuld zijn met waterstof of helium worden daarom bekleed met een dun laagje aluminium, omdat het eenvoudig door latex heen diffundeert.)

### Helium
Helium (He) is op waterstof na het lichtste gas. Daarmee is het eveneens erg geschikt voor het doen opstijgen van ballonnen. Een groot voordeel is dat het onbrandbaar is. Aan het gebruik van helium kleven echter ook een paar nadelen:
- Hetzelfde probleem van diffusie als hierboven beschreven bij waterstof;
- Helium is erg duur.

### Stoom
Stoom is lichter dan hete lucht van dezelfde temperatuur, het is onbrandbaar en veel goedkoper dan helium. Het idee om stoom te gebruiken is dan ook al zo'n 200 jaar oud. De grootste uitdaging was altijd om lichtgewicht materiaal te maken dat tegen deze hoge temperatuur bestand is. In 2003 is door een universiteitsteam in Berlijn met succes een ballon gemaakt die met stoom van 150 °C is opgestegen. Maar vanwege het hoge kookpunt en het ontstaan van condens tegen de wanden is ballonvaren met stoom in de regel geen praktische optie.

### Ammoniak
Ammoniak (NH3) wordt soms gebruikt om weerballonnen te vullen. Door het hoge kookpunt (in verhouding tot helium en waterstof) kan ammoniak in gekoelde vorm vloeibaar meegenomen worden, zodat het op een later moment verwarmd kan worden tot de gasvorm waarbij tegelijk het drijfvermogen toeneemt en het ballastgewicht afneemt.
Ammoniak is wel relatief zwaar (0,6 kg/m³) en bovendien een vrij giftige en irriterende stof.

### Methaan
Methaan (CH4), het hoofdbestanddeel van aardgas, wordt soms gebruikt als waterstof en helium niet beschikbaar zijn. Het voordeel van methaan is dat het een groter molecule is dat veel minder snel dan waterstof of helium door de wanden van ballons heen diffundeert. Nadeel is uiteraard de brandbaarheid van methaangas, waardoor het niet geschikt is voor het vervoer van passagiers.

### Lichtgas
In het verleden (vóór 1959, toen overgeschakeld werd op aardgas) werd ook lichtgas wel gebruikt in ballonnen. Het voordeel was dat het goedkoop en algemeen verkrijgbaar was; het nadeel was het mindere hefvermogen, de brandbaarheid en de giftigheid (vanwege het bevatten van koolmonoxide).

### Neon
Neon (Ne) is lichter dan lucht en zou een ballon kunnen laten zweven. Net als helium is het onbrandbaar. Maar omdat het zeldzaam en duur is, en minder hefvermogen geeft dan bijvoorbeeld helium, wordt het in de praktijk niet gebruikt voor dit doel.

### Stikstof
Stikstofgas (N2) als zuiver gas heeft het voordeel dat het een inert gas is dat zeer goedkoop te produceren is, omdat het een belangrijk bestanddeel van lucht is. Maar het is slechts 3% lichter dan lucht, en lijkt daardoor onbruikbaar. Toch is er een aerogel gemaakt onder de naam SEAgel (Safe Emulsion Agar gel) dat - mits gevuld met zuivere stikstof - kan zweven in de lucht.

### Overige gassen
Er bestaan nog een paar gassen die lichter dan lucht zijn, maar die zijn om verschillende redenen buitengewoon ongeschikt om te worden gebruikt als liftgas. Voorbeelden:
- Waterstoffluoride is iets lichter dan lucht (dichtheid 1,16 kg/m³) maar buitengewoon reactief en giftig.
- Diboraan is een gas met dichtheid 1,17 kg/m³, maar explodeert spontaan als het in aanraking komt met lucht.

### Combinaties
Het is ook mogelijk om een combinatie van bovengenoemde middelen te gebruiken. Een bekend voorbeeld is de Rozièreballon, waarbij een combinatie van helium en daaromheen hete lucht gebruikt wordt.

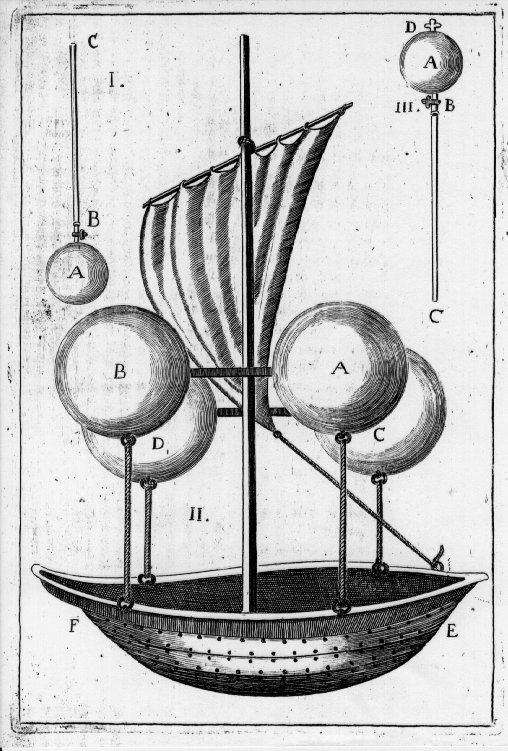
Het luchtschip van de Lana-Terzi (1670)

### Vacuüm
Theoretisch zou er ook een aerostatisch vaartuig gebouwd kunnen worden dat gebruikmaakt van een vacuüm. Al in 1670 - dus al lang voordat er een luchtballon had gevaren - opperde de Italiaanse monnik Franceso de Lana-Terzi dat concept, door een vaartuig te beschrijven met vacuüm gezogen bollen.

Echter, zelfs in het optimale geval kan een 'vacuümballon' op zeeniveau slechts 7% lichter zijn dan een ballon gevuld met waterstof, en 16% lichter dan een met helium. Technisch gezien lijkt dat onhaalbaar, omdat de wand van het vat dermate zwaar zou worden dat het effect van het vacuüm ruimschoots ongedaan gemaakt zou worden. Toch wordt af en toe discussie gevoerd over dit onderwerp.

### Plasma
Een ander medium dat theoretisch gebruikt zou kunnen worden, is een plasma, waarbij elkaar afstotende ionen zorgen voor tegendruk tegen de atmosferische druk. Ook dit stuit in de praktijk op grote beperkingen, zodat dit eerder sciencefiction lijkt.

## Hefvermogen van helium versus waterstof
Waterstof is het lichtste gas dat er bestaat. De dichtheid bedraagt 0,090 kg/m³. Helium is daarentegen ongeveer tweemaal zo zwaar: 0,178 kg/m³. Men zou daarom - ten onrechte - kunnen denken dat het hefvermogen van waterstof tweemaal dat van helium is.
Het relatieve verschil in hefvermogen is echter vrij klein, doordat die bepaald wordt door het verschil in dichtheid met de omgeving, de buitenlucht; de dichtheid daarvan bedraagt ongeveer 1,292 kg/m³.
Het hefvermogen in buitenlucht (te berekenen uit bovenstaande formule) van één m³ waterstof is 11,78 N, en van één m³ helium 10,91 N.
Het verschil is dus 11,78 - 10,91 = 0,87 N/m³ (ongeveer 8%).

## Ballonnen op grote hoogte

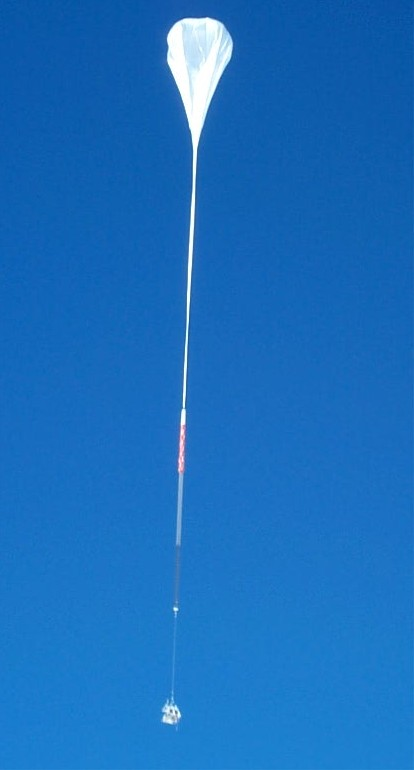
MAXIS: ballon die tot 36 km hoogte is opgestegen

Op grote hoogte is de luchtdruk veel lager dan op het aardoppervlak. De gasdruk in de ballon is in het geval van flexibel materiaal meestal ongeveer gelijk zijn aan die van de lucht erbuiten, of iets hoger, dus we zien uit de formule dat bij zelfde hoeveelheid gas het hefvermogen ongeveer hetzelfde blijft. Doordat de druk op grote hoogte veel lager is neemt die hoeveelheid wel veel meer volume in. Een ballon die ontworpen is om tot grote hoogten (stratosfeer) te stijgen moet dus tijdens de reis omhoog enorm kunnen uitzetten. Dat is de reden dat ze op het aardoppervlak maar voor een klein deel gevuld zijn, zoals op de afbeelding hiernaast te zien is.
Bij een ballon van sterk star materiaal, bijvoorbeeld de hypothetische vacuümballon, is dit anders. Het hefvermogen wordt steeds lager naar boven toe, en de ballon zal niet verder komen dan de hoogte waarbij het hefvermogen gelijk is aan de massa.

## Ballonnen onder water
Doordat het verschil in dichtheid tussen gassen en water enorm is (in de orde van een factor 1000), is het hefvermogen van gassen onder water erg groot. Hierbij maakt het niets uit welk gas gebruikt wordt, omdat de onderlinge verschillen in dichtheid van de gassen verwaarloosbaar zijn t.o.v. het verschil tussen gas en water. Uiteraard moet er wel rekening mee gehouden worden dat gassen onder hoge druk vloeibaar kunnen worden of hydraten kunnen vormen en dan plotseling hun hefvermogen verliezen.

Een ballon die onder water opstijgt, zal door de drukvermindering sterk uitzetten of zelfs exploderen, tenzij doorlopend gas kan ontsnappen of de ballon zo sterk geconstrueerd is dat deze de druk kan weerstaan.

## Ballonnen op andere hemellichamen
Een ballon kan alleen drijven als er een medium is dat een hogere dichtheid heeft dan de inhoud van de ballon zelf.
- Een ballon op de maan zou nooit kunnen drijven, omdat er geen atmosfeer is.
- Op de planeet Mars, die een uiterst ijle atmosfeer heeft - de druk is er slechts 1/160e van die op aarde -, zou een enorm grote ballon nodig zijn om enig hefvermogen te krijgen. Doordat het gewicht van de ballon zelf dan te groot wordt, is dit geen reële optie.
- De planeet Venus daarentegen, heeft een zeer dichte atmosfeer van zware gassen (65 kg/m³, dat is 50 maal die van de aardatmosfeer). Daardoor is er daar maar weinig voor nodig om een voorwerp te laten zweven. Er hebben inderdaad al twee ballonnen in de atmosfeer van Venus rondgedreven: De Vega missie (van de Sovjet-Unie) in 1985. Inmiddels zijn er nieuwe plannen om ballonnen in de atmosfeer van Venus te brengen.

N.B. De bovengenoemde vacuümballon van de Lana-Terzi zou op Venus een goede kans maken.
- Titan, de grootste maan van Saturnus, heeft eveneens een dichte atmosfeer die grotendeels bestaat uit stikstof, en die geschikt is voor ballonvaart. Er zijn plannen voor toekomstige verkenning van deze maan met een ballon.